# Aivars Endziņš
Aivars Endziņš (ur. 8 grudnia 1940 w Rydze, zm. 21 listopada 2023) – łotewski prawnik, poseł do Rady Najwyższej i Sejmu Republiki Łotewskiej (1990–1996), przewodniczący Sądu Konstytucyjnego Łotwy (2000–2007), kandydat na prezydenta kraju w 2007.

## Życiorys
Urodził się w rodzinie łotewskiego wojskowego. W 1968 ukończył studia na Wydziale Prawa i Ekonomii Łotewskiego Uniwersytetu Państwowego, następnie odbył studia aspiranckie na Uniwersytecie Moskiewskim, uzyskując tytuł naukowy kandydata nauk prawnych. Od 1980 posiadał tytuł docenta. Doświadczenie naukowe zdobywał przy Sądzie Najwyższym USA, Narodowym Centrum Prawa w Williamsburgu oraz Francuskiej Radzie Konstytucyjnej.
Od 1972 do 1990 zatrudniony w Łotewskim Uniwersytecie Państwowym, następnie m.in. w Łotewskiej Akademii Policyjnej. Należał do KPZR, pełnił m.in. obowiązki sekretarza jej Komitetu Uczelnianego w LVU (1988–1990). W 1990 został wybrany w skład Rady Najwyższej Łotewskiej SRR jako przedstawiciel Łotewskiego Frontu Ludowego, stanął na czele Komisji Prawodawczej, będąc jednocześnie członkiem Prezydium Rady. Wziął udział w wypracowaniu projektu Deklaracji o Odnowieniu Niepodległości Republiki Łotewskiej z 4 maja 1990. Zasiadał w Zgromadzeniu Bałtyckim oraz Zgromadzeniu Parlamentarnym Rady Europy.
W 1993 uzyskał mandat posła V kadencji z ramienia Łotewskiej Drogi (wcześniej przez krótki okres należał do LSDSP), przewodniczył Komisji Prawnej, następnie był jej wiceprzewodniczącym w VI kadencji Sejmu (1995–1996). W 1996 został wybrany sędzią Sądu Konstytucyjnego Łotwy, a w 2000 jego przewodniczącym (funkcję pełnił do 2007). W wyborach 2007 był kandydatem Centrum Zgody na urząd prezydenta Łotwy. Uzyskał poparcie Nowej Ery oraz PCTVL, jednak w związku z ujawnieniem faktów na temat jego komunistycznej przeszłości przegrał drugą turę głosowania.
Jest autorem ponad 40 publikacji z dziedziny prawa. Odznaczony Orderem Trzech Gwiazd III klasy oraz Wielki Oficer (Grande Ufficiale) Orderu Gwiazdy Włoch.